# Улица Катерников
У́лица Ка́терников — улица в Красносельском районе Санкт-Петербурга. Меридиональная улица в историческом районе Юго-Запад и жилом районе Балтийская жемчужина. Проходит от проспекта Героев до Петергофского шоссе. Пересекает Матисов канал по мосту. Протяжённость улицы составляет около 1,2 км.

## История
Улица получила название ещё на этапе планирования, 10 ноября 1985 года, в честь экипажей торпедных катеров, защищавших Ленинград во время блокады. Как и у многих улиц Красносельского и Кировского района название связано с памятью о Великой Отечественной войне.
В 2008 году, когда улицы Катерников на местности еще не существовало, член топонимической комиссии А. Д. Ерофеев заявил, что такого названия ни одна новая улица не получит, поскольку улица Катерников, как и проспект Патриотов, — это «пустые» топонимы, не имеющие под собой никакого глубокого смысла, только советскую идеологию. Однако в итоге название так и не было упразднено.
Фактически улица Катерников существует с 2010 года, с момента начала возведения зданий жилых комплексов «Жемчужная симфония» и «Duderhof club». По состоянию на 2016 год движение было открыто на участке от набережной Матисова канала до Петергофского шоссе. По состоянию на 2018 год движение открыто по всей улице.

## Пересечения
С севера на юг улицу Катерников пересекают следующие улицы:
- проспект Героев — улица Катерников примыкает к нему;
- набережная Матисова канала — примыкание;
- улица Адмирала Коновалова — примыкание;
- Петергофское шоссе — улица Катерников примыкает к боковому проезду.

## Транспорт
Ближайшая к улице Катерников станция метро — «Проспект Ветеранов» 1-й (Кировско-Выборгской) линии (около 5,4 км по прямой от конца улицы).
На расстоянии около 4,3 км по прямой от начала улицы Катерников, у пересечения улицы Маршала Казакова с проспектом Маршала Жукова, в 2023 году планируется открытие станции «Юго-Западная» 6-й (Красносельско-Калининской) линии.
По участку улицы от набережной Матисова канала до Петергофского шоссе проходит автобусный маршрут № 239.
Ближайшие к улице Катерников остановочные пункты железной дороги, Сосновая Поляна и Лигово, находятся на расстояниях около 2,6 км и 3,1 км по прямой от конца улицы соответственно.

## Общественно значимые объекты
- средняя общеобразовательная школа № 547[5] — улица Адмирала Коновалова, дом 6, корпус 2, литера А.

## Перспективы развития
В перспективе севернее проспекта Героев улица Катерников будет переходить (с изломом) в набережную Дудергофского канала.